# 大薩瓦納
大薩瓦納（西班牙語：Sabana Grande，西班牙語發音：[saˈβana ˈɣɾande]）是波多黎各的城鎮，位於該島西南部，始建於1813年，面積96平方公里，海拔高度100米，主要農產品有水果和甘蔗，2010年人口25,265，人口密度每平方公里260人。